# Kenichi Sugano
Kenichi Sugano (Kanagawa, 8 augustus 1971) is een voormalig Japans voetballer.

## Carrière
Kenichi Sugano speelde tussen 1994 en 2004 voor Kashiwa Reysol, Kawasaki Frontale, Mito HollyHock en Gunma Horikoshi.